# Centro Sportivo Plebiscito
Il centro sportivo Plebiscito è un impianto sportivo di Padova. Ospita le partite interne delle squadre di pallanuoto Plebiscito Padova in Serie A1 (femminile) e Serie A2 (maschile e femminile). Ospita inoltre squadre di serie A2 femminile di tennis, serie A squash, nuoto sincronizzato, paddle, hockey su ghiaccio e pattinaggio artistico su ghiaccio. È sito nelle vicinanze dello stadio Plebiscito e del Campo Baseball Plebiscito.
La squadra di serie A1 di pallanuoto femminile ha conquistato lo scudetto nella stagione 2014-2015 e 2015-2016. Nel 2014, inoltre, ha conquistato Coppa Italia e 2º posto in Coppa Len.

## Storia
Impianto comunale nato nel 1983, con una singola piscina più relativi servizi e spogliatoi, il centro sportivo Plebiscito si è poi evoluto in uno dei più grandi impianti polivalenti del Nord-Italia. Dal 1983 il centro sportivo è gestito dalla 2001 Team che, in accordo con l'Amministrazione Comunale, negli anni successivi realizza importanti ampliamenti dell'impianto, investendo nello sviluppo delle diverse discipline proposte, soprattutto agonistiche (pallanuoto femminile e maschile, nuoto, nuoto sincronizzato, tennis, squash, paddle, pattinaggio artistico su ghiaccio e hockey su ghiaccio).

## Struttura
Il centro oltre alle piscine (cinque in tutto, tra cui lo stadio della pallanuoto), comprende anche un palaghiaccio, palestre, 10 campi da tennis (quattro in terra rossa, due in Play-It, due in erba sintetica, due in gomma), 3 campi da squash, 2 campi da paddle (uno coperto e uno scoperto) e pareti per l'arrampicata, per un totale di circa 40.000 m².